# 13e cérémonie des Satellite Awards
La 13e cérémonie des Satellite Awards, décernée par The International Press Academy, a eu lieu le 14 décembre 2008, et a récompensé les films et séries télévisées produits cette année-là.

## Palmarès

### Cinéma

#### Meilleur film dramatique
- Slumdog Millionaire
  - Frost/Nixon
  - Frozen River
  - Harvey Milk (Milk)
  - The Reader
  - Les Noces rebelles (Revolutionary Road)

#### Meilleur film musical ou comédie
- Be Happy (Happy-Go-Lucky)
  - Bons baisers de Bruges (In Bruges)
  - Choke
  - Une nuit à New York (Nick and Norah's Infinite Playlist)
  - Tonnerre sous les Tropiques (Tropic Thunder)
  - Vicky Cristina Barcelona

#### Meilleur réalisateur
- Danny Boyle pour Slumdog Millionaire
  - Stephen Daldry pour The Reader
  - Ron Howard pour Frost/Nixon
  - Thomas McCarthy pour The Visitor
  - Christopher Nolan pour The Dark Knight : Le Chevalier noir (The Dark Knight)
  - Gus Van Sant pour Harvey Milk (Milk)

#### Meilleur acteur dans un film dramatique
- Richard Jenkins pour le rôle de Walter Vale dans  The Visitor
  - Leonardo DiCaprio pour le rôle de Frank Wheeler dans Les Noces rebelles (Revolutionary Road)
  - Frank Langella pour le rôle de Richard Nixon dans Frost/Nixon
  - Sean Penn pour le rôle de Harvey Milk dans Harvey Milk (Milk)
  - Mickey Rourke pour le rôle de Randy Robinson dans The Wrestler
  - Mark Ruffalo pour le rôle de Brian dans What Doesn't Kill You

#### Meilleure actrice dans un film dramatique
- Angelina Jolie pour le rôle de Christine Collins dans L'Échange (Changeling)
  - Anne Hathaway pour le rôle de Kym dans Rachel se marie (Rachel Getting Married)
  - Melissa Leo pour le rôle de Ray Eddy dans Frozen River
  - Meryl Streep pour le rôle de la Sœur Aloysius Beauvier dans Doute (Doubt)
  - Kristin Scott Thomas pour le rôle de Juliette Fontaine dans Il y a longtemps que je t'aime
  - Kate Winslet pour le rôle de Hanna Schmitz dans The Reader

#### Meilleur acteur dans un film musical ou une comédie
- Ricky Gervais pour le rôle de Bertram Pincus dans La Ville fantôme (Ghost Town)
  - Josh Brolin pour le rôle de George W. Bush dans W. : L'Improbable Président (W.)
  - Michael Cera pour le rôle de Nick dans Une nuit à New York (Nick and Norah's Infinite Playlist)
  - Brendan Gleeson pour le rôle de Ken dans Bons baisers de Bruges (In Bruges)
  - Sam Rockwell pour le rôle de Victor Mancini dans Choke
  - Mark Ruffalo pour le rôle de Stephen dans Une arnaque presque parfaite (The Brothers Bloom)

#### Meilleure actrice dans un film musical ou une comédie
- Sally Hawkins pour le rôle de Poppy dans Be Happy (Happy-Go-Lucky)
  - Catherine Deneuve pour le rôle de Junon dans Un conte de Noël
  - Kat Dennings pour le rôle de Norah dans Une nuit à New York (Nick and Norah's Infinite Playlist)
  - Lisa Kudrow pour le rôle de Leslie dans Kabluey
  - Debra Messing pour le rôle de Sarah Rodriguez dans Nothing Like the Holidays
  - Meryl Streep pour le rôle de Donna Sheridan dans Mamma Mia ! (Mamma Mia!)

#### Meilleur acteur dans un second rôle
- Michael Shannon pour le rôle de John Givings dans Les Noces rebelles (Revolutionary Road)
  - Robert Downey Jr. pour le rôle de Kirk Lazarus dans Tonnerre sous les Tropiques (Tropic Thunder)
  - James Franco pour le rôle de Scott Smith dans Harvey Milk (Milk)
  - Philip Seymour Hoffman pour le rôle de Brendan Flynn dans Doute (Doubt)
  - Heath Ledger pour le rôle du Joker dans The Dark Knight : Le Chevalier noir (The Dark Knight) (à titre posthume)
  - Rade Serbedzija pour le rôle de Athos dans Fugitive Pieces

#### Meilleure actrice dans un second rôle
- Rosemarie DeWitt pour le rôle de Rachel dans Rachel se marie (Rachel Getting Married)
  - Penélope Cruz pour le rôle de Consuela Castillo dans Elegy
  - Anjelica Huston pour le rôle d'Ida J. Mancini dans Choke
  - Beyonce Knowles pour le rôle d'Etta James dans Cadillac Records
  - Sophie Okonedo pour le rôle de May Boatwright dans Le Secret de Lily Owens (The Secret Life of Bees)
  - Emma Thompson pour le rôle de Lady Marchmain dans Brideshead Revisited

#### Meilleur scénario original
- The Visitor – Thomas McCarthy
  - Australia – Baz Luhrmann
  - Frozen River – Courtney Hunt
  - Harvey Milk (Milk) – Dustin Lance Black
  - Sept vies (Seven Pounds) – Grant Nieporte

#### Meilleur scénario adapté
- Frost/Nixon – Peter Morgan
  - L'Étrange Histoire de Benjamin Button (The Curious Case of Benjamin Button) – Eric Roth & Robin Swicord
  - Doute (Doubt) – John Patrick Shanley
  - Elegy – Philip Roth
  - The Reader – David Hare
  - Les Noces rebelles (Revolutionary Road) – Justin Haythe
  - Slumdog Millionaire – Simon Beaufoy

#### Meilleure direction artistique
- Australia
  - Brideshead Revisited
  - La Cité de l'ombre (City of Ember)
  - L'Étrange Histoire de Benjamin Button (The Curious Case of Benjamin Button)
  - The Duchess
  - Les Noces rebelles (Revolutionary Road)

#### Meilleurs costumes
- The Duchess
  - Australia
  - Brideshead Revisited
  - La Cité de l'ombre (City of Ember)
  - L'Étrange Histoire de Benjamin Button (The Curious Case of Benjamin Button)
  - Sex and the City, le film (Sex and the City, the Movie)

#### Meilleure photographie
- Australia
  - Brideshead Revisited
  - L'Échange (Changeling)
  - L'Étrange Histoire de Benjamin Button  (The Curious Case of Benjamin Button)
  - The Duchess
  - Snow Angels

#### Meilleur montage
- Iron Man
  - Australia
  - The Dark Knight : Le Chevalier noir (The Dark Knight)
  - Frost/Nixon
  - Quantum of Solace
  - Slumdog Millionaire

#### Meilleur son
- The Dark Knight : Le Chevalier noir (The Dark Knight)
  - Australia
  - Le Jour où la Terre s'arrêta (The Day the Earth Stood Still)
  - Iron Man
  - Quantum of Solace
  - WALL-E (WALL-E)

#### Meilleurs effets visuels
- Australia
  - The Dark Knight : Le Chevalier noir (The Dark Knight)
  - Le Jour où la Terre s'arrêta (The Day the Earth Stood Still)
  - Iron Man
  - Quantum of Solace

#### Meilleure chanson originale
- "Another Way to Die" interprétée par Alicia Keys & Jack White – Quantum of Solace
  - "By the Boab Tree" – Australia
  - "If the World" – Mensonges d'État (Body of Lies)
  - "Jai Ho" – Slumdog Millionaire
  - "Down to Earth" – WALL-E (WALL-E)
  - "The Wrestler" – The Wrestler

#### Meilleure musique de film
- Slumdog Millionaire – A.R. Rahman
  - Australia – David Hirschfelder
  - Horton (Dr Seuss' Horton Hears a Who!) – John Powell
  - Harvey Milk (Milk) – Danny Elfman
  - Quantum of Solace – David Arnold
  - WALL-E (WALL-E) – Thomas Newman

#### Meilleur film étranger
- Gomorra •  Italie
  - Caramel •  France /  Liban
  - Entre les murs •  France
  - Morse (Låt den rätte komma in) •  Suède
  - Reprise •  Norvège
  - Padre Nuestro •  Argentine

#### Meilleur film d'animation
- WALL-E (WALL-E)
  - Volt, star malgré lui (Bolt)
  - Horton (Dr Seuss' Horton Hears a Who!)
  - The Sky Crawlers (スカイ・クロラ)
  - La Légende de Despereaux (The Tale of Despereaux)
  - Valse avec Bashir (ואלס עם באשיר)

#### Meilleur documentaire
(ex æquo)
- Le Funambule (Man on Wire)
- Anita O'Day: The Life of a Jazz Singer

#### Meilleur ensemble de DVD
- Sweeney Todd : Le Diabolique Barbier de Fleet Street (Sweeney Todd: The Demon Barber of Fleet Street) (pour la collection avec deux disques)

### Télévision
Note : le symbole « ♕ » rappelle le gagnant de l'année précédente (si nomination).

#### Meilleure série dramatique
- Dexter ♕
  - Brotherhood
  - En analyse (In Treatment)
  - Life on Mars
  - Mad Men
  - Nick Cutter et les Portes du temps (Nick Cutter)

#### Meilleure série comique
- Tracey Ullman's State of the Union
  - 30 Rock
  - The Colbert Report
  - Philadelphia (It's Always Sunny in Philadelphia)
  - Pushing Daisies ♕
  - Skins

#### Meilleure mini-série
- Cranford
  - John Adams
  - The Last Enemy

#### Meilleur téléfilm
- Filth: The Mary Whitehouse Story
  - The Memory Keeper's Daughter
  - Bernard et Doris (Bernard and Doris)
  - God on Trial
  - Recount
  - 24: Redemption

#### Meilleur acteur dans une série dramatique
- Bryan Cranston pour le rôle de Walter White dans Breaking Bad
  - Gabriel Byrne pour le rôle de Paul Weston dans En analyse (In Treatment)
  - Michael C. Hall pour le rôle de Dexter Morgan dans Dexter ♕
  - Jon Hamm pour le rôle de Don Draper dans Mad Men
  - Jason Isaacs pour le rôle de Michael Caffee dans Brotherhood
  - David Tennant pour le rôle du Docteur dans Doctor Who

#### Meilleure actrice dans une série dramatique
- Anna Paquin pour le rôle de Sookie Stackhouse dans True Blood
  - Glenn Close pour le rôle de Patricia "Patty" Hewes dans Damages
  - Kathryn Erbe pour le rôle d'Alexandra Eames dans New York, section criminelle (Law & Order: Criminal Intent)
  - Holly Hunter pour le rôle de Grace Hanadarko  dans Saving Grace
  - Sally Field pour le rôle de Nora Walker dans Brothers and Sisters
  - Kyra Sedgwick pour le rôle de Brenda Leigh Johnson dans The Closer

#### Meilleur acteur dans une série musicale ou comique
- Justin Kirk pour le rôle d'Andy Botwin dans Weeds
  - Alec Baldwin pour le rôle de Jack Donaghy dans 30 Rock
  - Danny DeVito pour le rôle de Frank Reynolds dans Philadelphia (It's Always Sunny in Philadelphia)
  - David Duchovny pour le rôle de Hank Moody dans Californication
  - Jonny Lee Miller pour le rôle d'Eli Stone dans Eli Stone
  - Lee Pace pour le rôle de Ned dans Pushing Daisies

#### Meilleure actrice dans une série musicale ou comique
- Tracey Ullman pour le rôle de plusieurs personnages dans Tracey Ullman's State of the Union
  - Christina Applegate pour le rôle de Samantha Newly dans Samantha qui ? (Samantha Who?)
  - America Ferrera pour le rôle de Betty Suarez dans Ugly Betty ♕
  - Tina Fey pour le rôle de Liz Lemon dans 30 Rock
  - Julia Louis-Dreyfus pour le rôle de Christine Campbell dans Old Christine (The New Adventures of Old Christine)
  - Mary-Louise Parker pour le rôle de Nancy Botwin dans Weeds

#### Meilleur acteur dans une mini-série ou un téléfilm
- Paul Giamatti pour le rôle de John Adams dans John Adams
  - Benedict Cumberbatch pour le rôle de Stephen Ezard dans The Last Enemy
  - Ralph Fiennes pour le rôle de Bernard Lafferty dans Bernard et Doris (Bernard and Doris)
  - Stellan Skarsgård pour le rôle de Baumgarten dans God on Trial
  - Kevin Spacey pour le rôle de Ron Klain dans Recount
  - Tom Wilkinson pour le rôle de James Baker dans Recount

#### Meilleure actrice dans une mini-série ou un téléfilm
- Judi Dench pour le rôle de Matilda 'Matty' Jenkyns dans Cranford
  - Jacqueline Bisset pour le rôle d'Isabella dans An Old Fashioned Thanksgiving
  - Laura Linney pour le rôle d'Abigail Adams dans John Adams
  - Phylicia Rashad pour le rôle de Lena Younger dans A Raisin in the Sun
  - Susan Sarandon pour le rôle de Doris Duke dans Bernard et Doris (Bernard and Doris)
  - Julie Walters pour le rôle de Mary Whitehouse dans Filth: The Mary Whitehouse Story

#### Meilleur acteur dans un second rôle
- Nelsan Ellis pour le rôle de Lafayette Reynolds dans True Blood
  - Zeljko Ivanek pour le rôle de Ray Fiske dans Damages
  - Harvey Keitel pour le rôle de Gene Hunt dans Life on Mars
  - John Noble pour le rôle du Professeur Walter Bishop dans Fringe
  - John Slattery pour le rôle de Roger Sterling dans Mad Men
  - Jimmy Smits pour le rôle de Miguel Prado dans Dexter

#### Meilleure actrice dans un second rôle
- Fionnula Flanagan pour le rôle de Rose Caffee dans Brotherhood
  - Kristin Chenoweth pour le rôle d'Olive Snook dans Pushing Daisies
  - Laura Dern pour le rôle de Katherine Harris dans Recount
  - Sarah Polley pour le rôle d'Abigail « Nabby » Adams dans John Adams
  - Dianne Wiest pour le rôle de Gina dans En analyse  (In Treatment)
  - Chandra Wilson pour le rôle du Dr Miranda Bailey dans Grey's Anatomy

#### Meilleure distribution
- Brotherhood

### Récompenses spéciales
Liste des 10 meilleurs films de l'année
- Ballast
- L'Échange
- Doute
- The Dark Knight : Le Chevalier noir
- Frost/Nixon
- Harvey Milk
- The Reader
- Les Noces rebelles
- Slumdog Millionaire

Révélation de l'année
- Brandon Walters dans Australia

Mary Pickford Award
- Louis Gossett Jr.

Nikola Tesla Award
- Rick Baker

Auteur Award
- Baz Luhrmann

## Récompenses et nominations multiples

### Nominations multiples
Cinéma
9 : Australia
6 : Slumdog Millionaire, Harvey Milk
5 : Les Noces rebelles, Frost/Nixon, The Dark Knight : Le Chevalier noir, Quantum of Solace
4 : L'Etrange histoire de Benjamin Button, The Reader, WALL-E, Brideshead Revisited
3 : Frozen River, Une nuit à New York, Choke, Bons baisers de Bruges, The Visitor, The Duchess, Doute
2 : L'Échange, Rachel se marie, Be Happy, City of Ember, Iron Man, Le Jour où la Terre s'arrêta
Télévision
4 : John Adams, Recount
3 : Brotherhood, Dexter, 30 Rock, Bernard et Doris, En analyse, Mad Men, Pushing Daisies
2 : Damages, God on Trial, Life on Mars, Tracey Ullman's State of the Union, Cranford, True Blood,  Weeds, Filth: The Mary Whitehouse Story
Personnalités
2 : Mark Ruffalo, Meryl Streep

### Récompenses multiples
Légende : Nombre de récompenses/Nombre de nominations
Cinéma
3 / 9 : Australia
3 / 6 : Slumdog Millionaire
2 / 3 : The Visitor
2 / 2 : Be Happy
Télévision
2 / 2 : Tracey Ullman's State of the Union, Cranford, True Blood